# Väike-Ahli
Koordinaten: 58° 52′ N, 23° 32′ O
Väike-Ahli (deutsch Weike-Ahil) ist ein Dorf (estnisch küla) in der Stadtgemeinde Haapsalu (bis 2017: Landgemeinde Ridala) im Kreis Lääne in Estland.
Der Ort hat 33 Einwohner (Stand 31. Dezember 2011). Es liegt acht Kilometer südlich der Kernstadt Haapsalu.